# Euryxanthops chiltoni
Euryxanthops chiltoni is een krabbensoort uit de familie van de Xanthidae. De wetenschappelijke naam van de soort is voor het eerst geldig gepubliceerd in 2007 door Ng & McLay.